# Калао довгохвостий
Калао довгохвостий (Rhinoplax vigil) — вид птахів, єдиний вид свого роду родини птахів-носорогів.

## Поширення
Населяє південні регіони М'янми і Таїланду, Малайський півострів, острови Суматра та Борнео. Мешкає в тропічному вологому лісі на висоті до 1500 метрів.